# Oldenzijl (Het Hogeland)
Oldenzijl (Gronings: Oldenziel) is een klein dorp in de gemeente Het Hogeland in de Nederlandse provincie Groningen. Het aantal inwoners van het dorp per 1 januari 2023 is onbekend, omdat het CBS de BAG-woonplaats "Oldenzijl", niet als zodanig afgebakende wijk/buurt heeft ingedeeld. Voor het CBS maakt Oldenzijl onderdeel uit van de veel grotere buurt "Buitengebied Uithuizermeeden".
Het behoorde vroeger tot het Oosterambt van Hunsingo, van 1811 tot 1979 tot de gemeente Uithuizermeeden en vervolgens tot Hefshuizen, dat sinds 1992 Eemsmond heet. In 2019 is deze gemeente opgegaan in gemeente Het Hogeland. Het oostelijker gelegen gehucht Paapstil ligt binnen de naamborden van het dorp, maar ligt er feitelijk los van.

## Geschiedenis

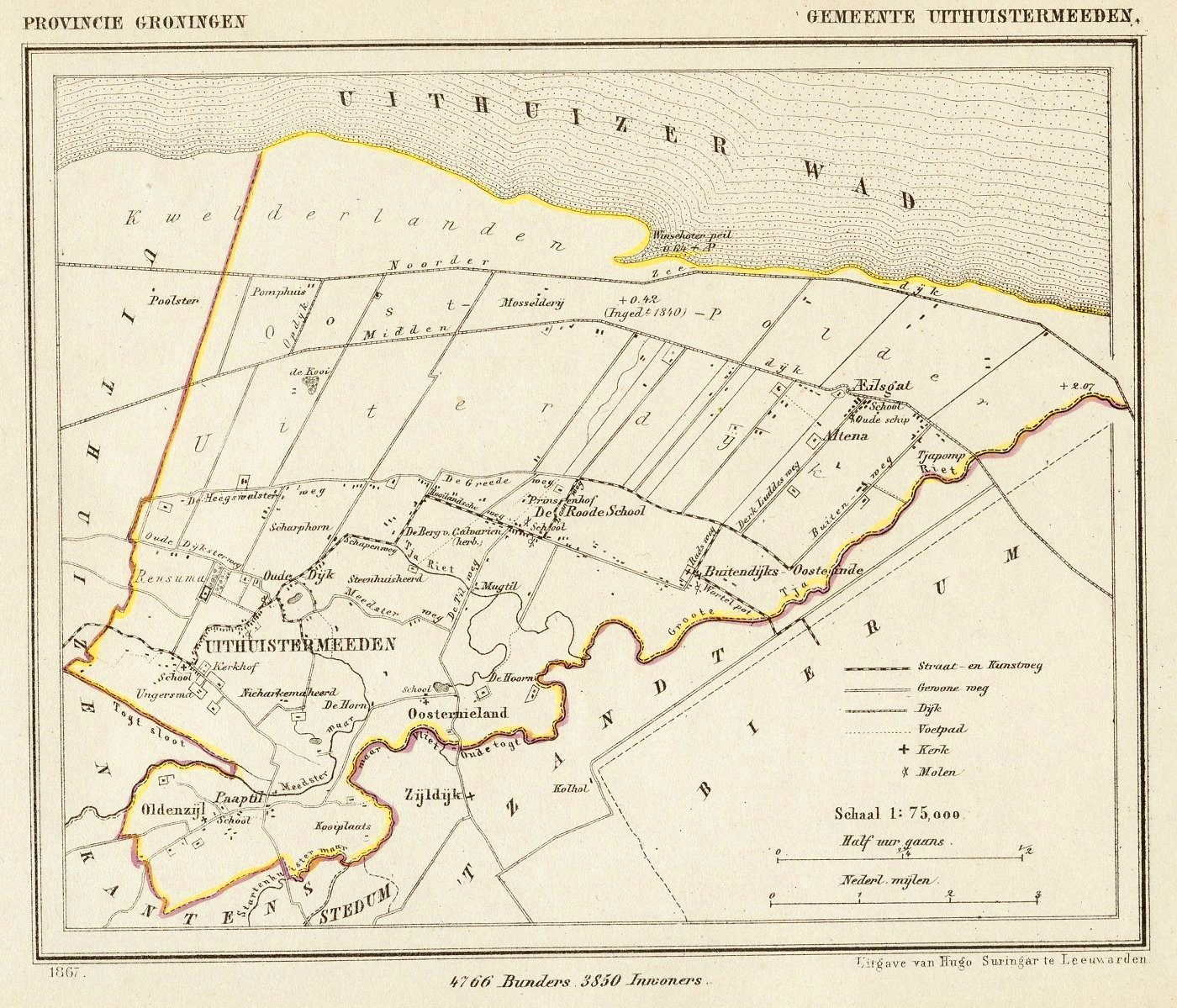
Oldenzijl op een kaart uit 1867 van de voormalige gemeente Uithuistermeeden.

De eerste boeren vestigden zich mogelijk ergens in de 11e eeuw op de plek van het huidige Oldenzijl toen er door bewoners kleine podia (huiswierden) werden opgeworpen in de Fivelboezem, die in de 13e en 14e eeuw werden omgracht en steeds verder verhoogd. Rond de Oldenzijlsterweg liggen ten minste 7 van deze huiswierden. Oldenzijl vormt onderdeel van de nederzettingenreeks Rottum-Doodstil-Zandeweer-Oldenzijl-Oosternieland, die in een lint ten zuiden van het Meedstermaar liggen. Rond 1200 werd de Oldijk, een van de eerste kadijken (zomerdijken) in de Fivelboezem aangelegd vanaf Uithuizen via Oldenzijl, om Garsthuizen heen naar Westeremden, waarmee deze podia binnen het bedijkte gebied kwamen te liggen en een dijkdorp ontstond. In de eerste helft van de 13e eeuw werd de fraaie stenen Nicolaaskerk gebouwd op de kerkwierde, die rond 1900 deels werd afgegraven en nu een hoogte van ongeveer 2,67 meter heeft. Aangenomen wordt dat de kerk geen voorgangers heeft gehad aangezien bij restauratiewerkzaamheden in de jaren 1950 hiervan geen restanten zijn gevonden. In een archiefstuk van 1358 wordt het dorp voor het eerst genoemd, als Oldazile en in 1397 als Aldazile. De naam verwijst naar een oude zijl (spilsluis) in de vroegere dijk, die water uit het Oosterambt loosde op de Fivel. Deze zijl zou kunnen hebben gelegen bij Paapstil. De zijl zou gezien het voorkomen van de naam Oldazile reeds voor 1358 zijn verdwenen. Het woord 'til' kan duiden op de ligging van een zijl alhier omdat tillen vaak werden gelegd op de plaats van vroegere zijlen. Maar er bestaat hierover geen zekerheid. De zijl werd mogelijk vervangen door de meer oostelijk gelegen Oosterniezijl, die waarschijnlijk lag in de zijldijk op de grens van Hunsingo en Fivelingo, bij Oosternieland. In de 15e eeuw werd de Oude Dijk gelegd, de eerste ringdijk, waarmee het grootste deel van het Hogeland binnen de dijk kwam te liggen en de invloed van de zee verdween. Na de Kerstvloed van 1717 werd deze dijk vervangen door de verder naar buiten gelegen Middendijk.
In de 16e eeuw stond mogelijk op een terrein ten noordoosten van de kerk waar veel kloostersteen is gevonden een steenhuis genaamd Nansum. Eind 16e, begin 17e eeuw woonden namelijk verschillende leden van de familie 'Itens to Nansum' in Oldenzijl, zo blijkt uit grafschriften in de kerk en in 1562 overleed een hoveling genaamd Rembt Itens in Oldenzijl. Mogelijk was deze familie verwant uit die uit Nansum bij Holwierde. Tot begin 17e eeuw heeft Oldenzijl ook een korenmolen gehad, die echter moest verdwijnen als gevolg van de provinciale resolutie uit 1628 over de beperking van het aantal molens. In de jaren 1840 wordt er door Van der Aa echter ook een korenmolen genoemd, maar op de kaarten komt deze niet voor. Het huis aan de Oldenzijlsterweg 1 staat mogelijk op een oude molenberg.
In het dorp stond tot in de 20e eeuw de herberg met doorrit "Het Oude Rechthuis", waarvan de naam verwijst naar de tijd dat in het dorp recht werd gesproken. Op deze plek staat nu een huis met dit opschrift. Verder telde het dorp rond 1900 onder andere een bakker en een smid.

## Bevolkingsontwikkeling
| Demografische ontwikkeling tussen 1889 en 2018                      |
| ------------------------------------------------------------------- |
|                                                                     |
| ■ Data afkomstig van volkstellingen.nl ■ Data afkomstig van het CBS |

## Gebouwen

### Kerk

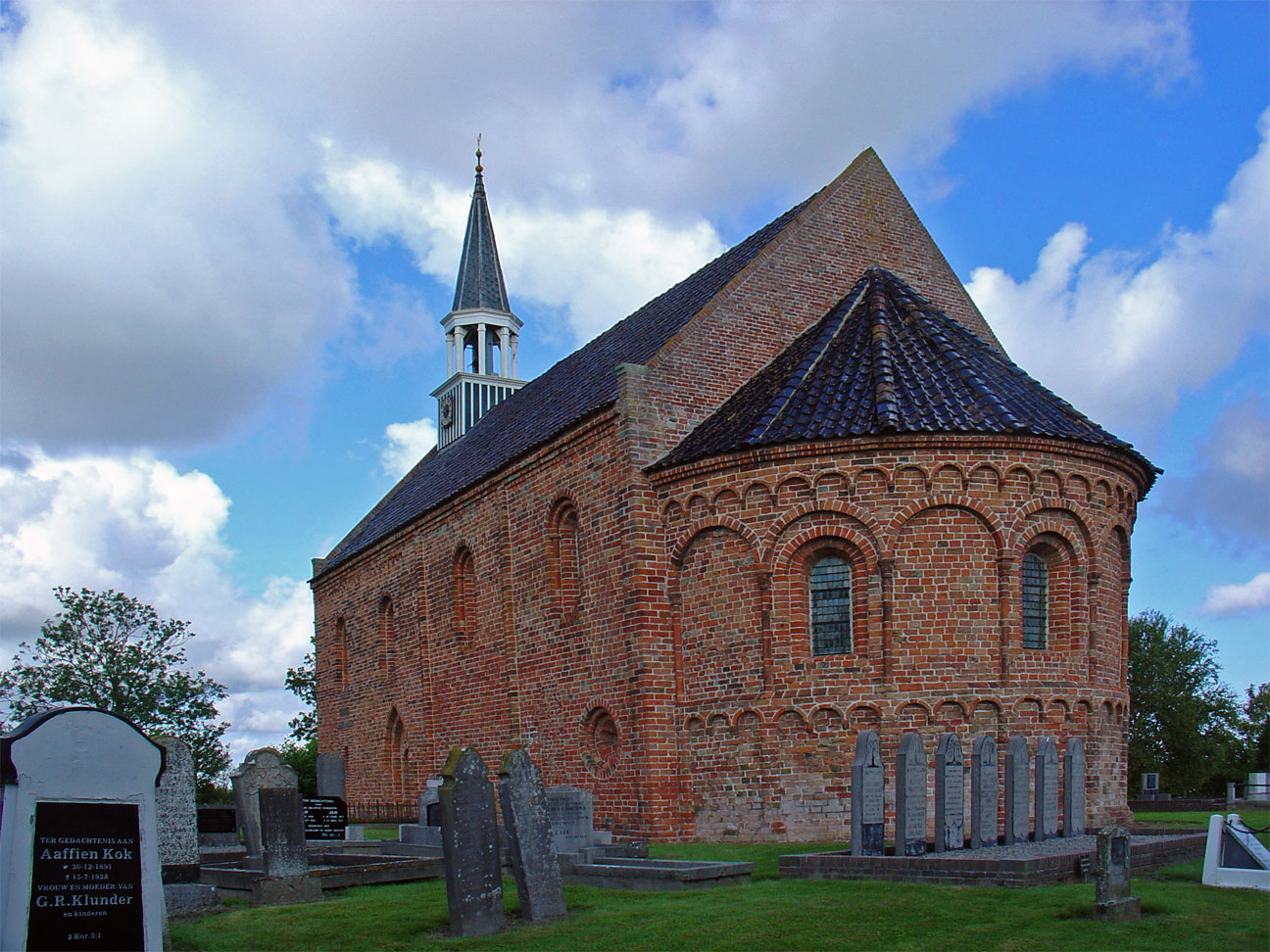
De Nicolaaskerk van Oldenzijl

In het dorp, op de wierde staat de romaanse Nicolaaskerk, een kerkje uit het begin van de dertiende eeuw (volgens Peters zelfs uit 1160), oorspronkelijk gewijd aan Sint-Nicolaas. Het is een eenbeukig kerkje met een halfronde, inspringende apsis. Met name deze laatste geldt als een van de hoogtepunten van de romaanse bouwkunst in de provincie Groningen. Bij het kerkje heeft oorspronkelijk een vrijstaande toren gestaan, maar die is in 1829 afgebroken. De dertiende-eeuwse klok uit die toren hangt sindsdien in de toren van het Mariaheiligdom in Warfhuizen, in die tijd nog een Hervormde kerk. De kerk werd gerestaureerd tussen 1950 en 1952 onder leiding van architecten Wittop Koning en Offringa. Tijdens deze restauratie werd ook het kerkhof rondom enkele tientallen centimeters afgegraven omdat deze door de vele begrafenissen door de eeuwen heen een halve meter hoger was komen te liggen dan de vloer van de kerk, die daardoor van binnen te vochtig werd. Daarop werd een veld ten noorden van de kerk aangewezen als begraafplaats om het bestaande kerkhof in oude sfeer te behouden.

### Overige gebouwen
Hoewel het dorp erg klein is, heeft het toch een eigen openbare basisschool genaamd 'de Schutsluis'. Deze school is sinds 1991 aangesloten bij het daltononderwijs en trekt leerlingen uit ruim 10 dorpen in de omtrek. In 1985 werd de school uitgebreid met een afdeling voor kleuters. In 2002 werd het bestaande schoolgebouw vervangen door een nieuw schoolgebouw. De school is in 2015 gefuseerd met de openbare basisschool in het nabij gelegen Zandeweer, met als gevolg dat de locatie in Oldenzijl niet langer in gebruik is als school. In het schoolgebouw is ook het dorpshuis 'Lutje Brussel' gevestigd, waarvan de naam verwijst naar de spottende bijnaam die aan het dorp werd gegeven rond 1900 vanwege zijn kleinheid. De lokale dorpsbelangenvereniging werd in 1954 opgericht. Het dorp heeft een bibliobusvoorziening.
Ten westen van het dorp staat de boerderij De Korenaar, die volgens een gevelsteen in de achtermuur gebouwd is in 1818. Het voorhuis is - eveneens volgens een gevelsteen - gebouwd in 1837. De boerderij ligt op een huiswierde.

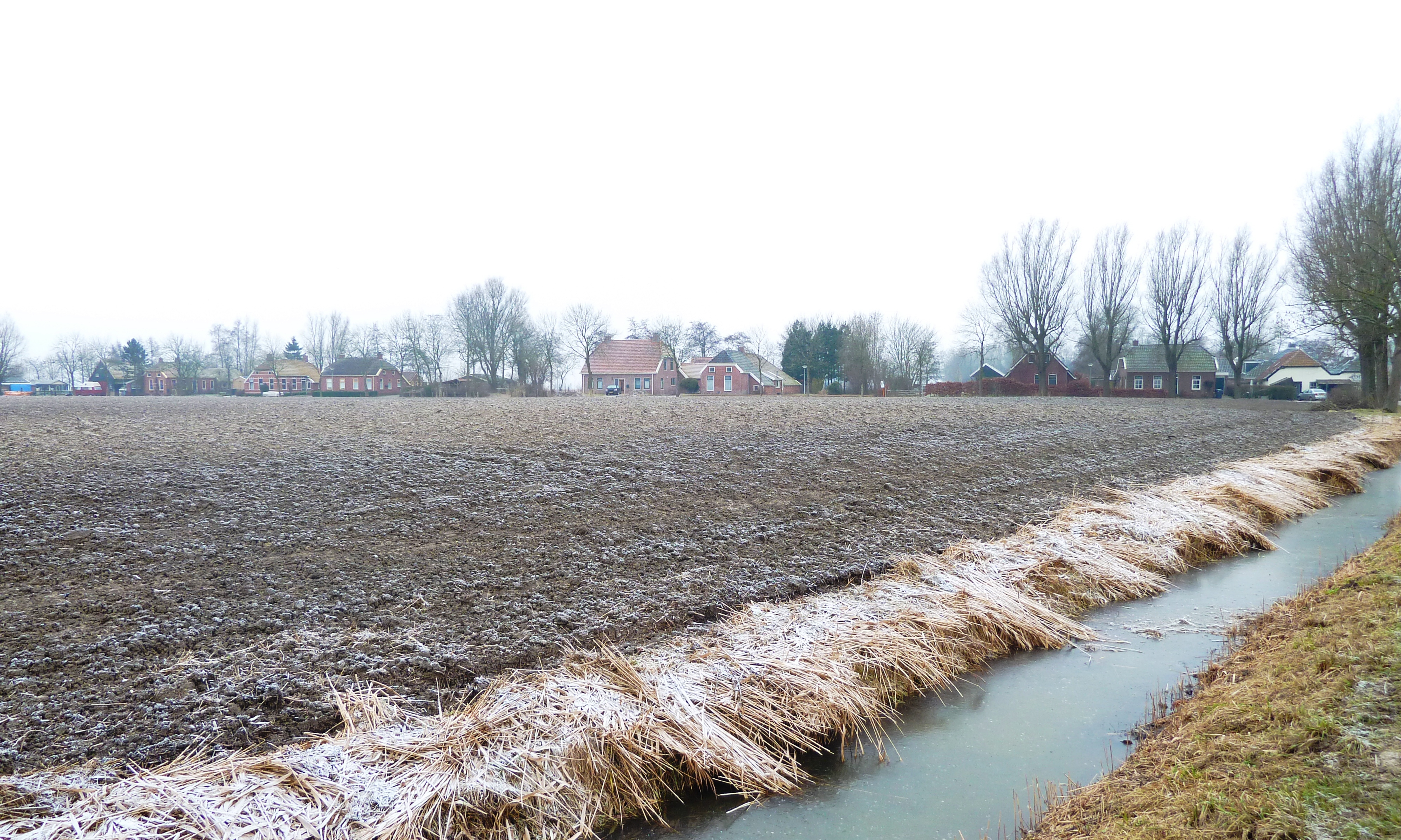
Huizen langs de Hommesweg
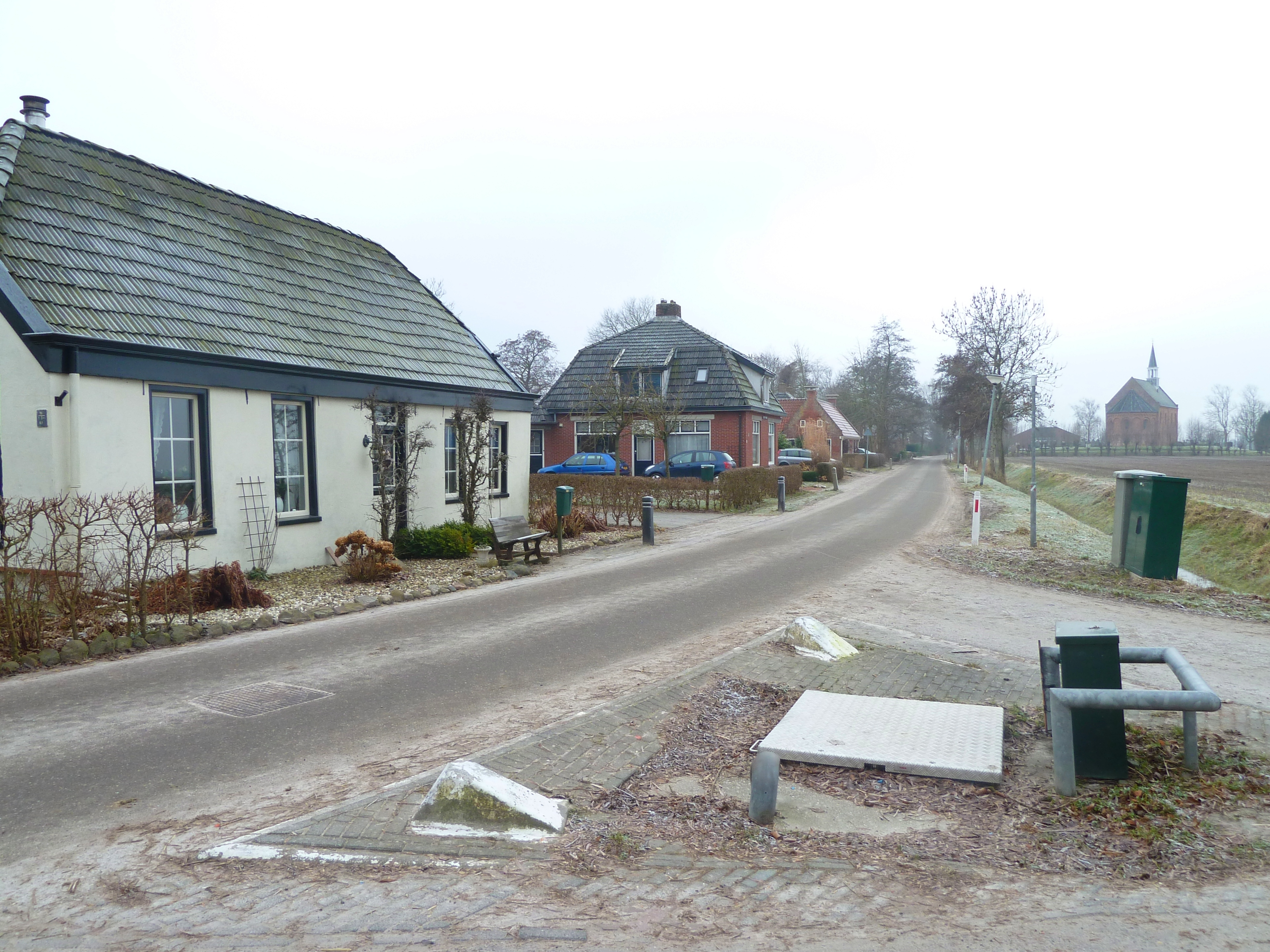
Huizen langs de Oldenzijlsterweg. Het tweede huis staat op de plek van de vroegere herberg
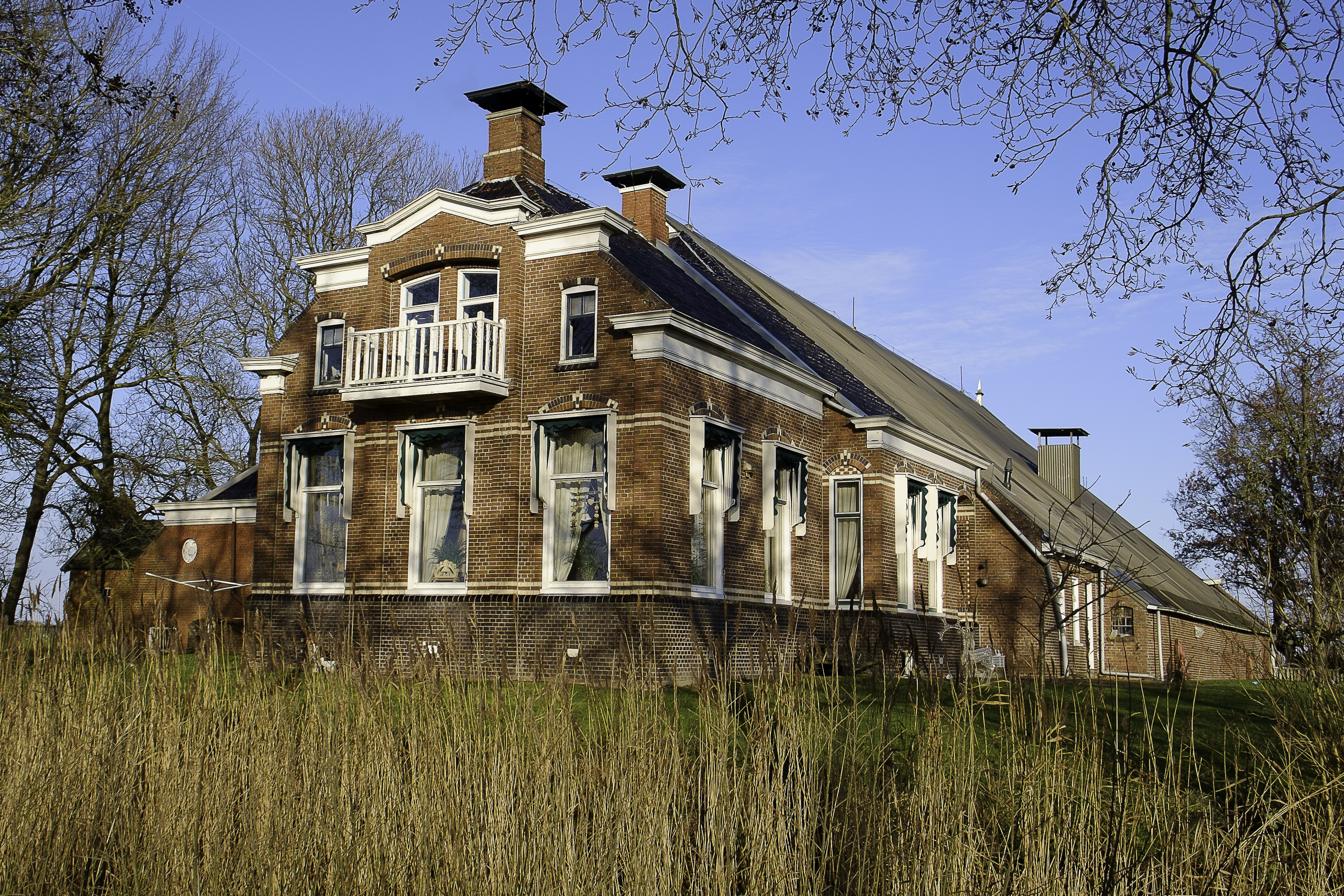
Oldambtster boerderij met meerdere krimpen aan de Oldenzijlsterweg

## Geboren
- Jakob Eisse Mulder (1893-1969), bestuurder
- Jimmy Dijk (1985), politicus namens de SP